# Aïn Bya
Ain Biya là một đô thị thuộc tỉnh Oran, Algérie. Dân số thời điểm năm 2002 là 26.253 người.